# Takayuki Yokoyama
Takayuki Yokoyama (født 22. december 1972) er en tidligere japansk fodboldspiller.
Han har spillet for flere forskellige klubber i sin karriere, herunder Cerezo Osaka og Shimizu S-Pulse.